# 半拉江
半拉江，位于中华人民共和国辽宁省宽甸满族自治县境内，是浑江右岸支流，因汇入浑江处犹如一半江水滚滚而来，故名。半拉江上游南北两源：主源北股河发源于宽甸县东北部八河川镇响水沟村西北的果子岭，自北向南流经八河川镇和牛毛坞镇，于太平哨镇右纳南股河后称“半拉江”，向东流至坦甸子村以南注入浑江。河长95千米，流域面积1315平方千米，河道平均比降4.55‰，年均径流量8.55亿立方米。